# 페이톤
페이톤(그리스어: Πείθων 또는 Πίθων, 영어: Peithon 또는 Pithon, 기원전 355년 - 기원전 314년)은 마케도니아 왕국의 서부 에오르다이아의 귀족 크라테우아스의 아들이다. 그는 알렉산더 대왕의 경호원으로 후에 메디아의 사트라프(태수)가 되었다.

## 알렉산더 대왕의 원정
페이톤은 크라테로스(크라테우아스와 함께 알렉산더 3세를 보좌한 크라테로스와는 다른 사람)의 아들이며, 마케도니아 서부 에오루다이아 출신의 귀족이다. 그는 측근 무장으로 알렉산더 3세의 동방 원정에 참여했지만, 그다지 눈에 띄는 활약은 보여주지 못했다. 인도에서는 삼단노선 의장봉사 중 한 사람이 되었다. 기원전 323년 알렉산더 임종 시에는 다른 장군들과 함께 사라피스 신전에 들어가 신탁을 받았다.

## 대왕의 사후
기원전 323년 알렉산더의 갑작스런 죽음으로 개최된 바빌론 회의에서 페이톤은 메디아의 태수로 임명되었다. 그의 임지 메디아는 동방과 서방의 통행을 억제하는 전략적 요충지였지만 혼자서 지배하기에는 너무 넓었다. 그래서 북부는 아트로파테스에 넘어갔고, 그곳은 아트로파테스의 이름을 따서 메디아 아트로파테네이라고 불렀다.
같은 해, 알렉산더의 죽음을 틈타 박트리아로 이주한 그리스인이 그곳에 머무는 것을 싫어하여 (박트리아는 그리스에서 태어난 이들에게는 오지였다) 반란을 일으켰다. 제국의 섭정 페르디카스의 명을 받은 페이톤은 진압에 나서 보병 12,000명과 기병 3,000기로 구성된 반란군을 격파했다. 그는 페르디카스에서 폭도를 몰살시키라는 명령을 받았지만, 그들을 자신의 세력으로 흡수할 의도를 가지고 있었던 그는 적들을 용서하려고 했다. 그러나 휘하의 병사들은 페르디카스가 약속한 전리품을 얻으려고 그들을 학살했고, 페이톤의 의도는 빗나갔다. 그 후, 페이톤은 페르디카스에게로 돌아왔다.
기원전 321년, 페이톤은 페르디카스의 이집트 원정에 참가했다. 그러나 페르디카스가 나일강 도하 작전에 실패했기 때문에 그를 버리기로 결심하고, 셀레우코스, 안티게네스 등과 함께 페르디카스를 암살했다. 그들은 이집트의 태수 프톨레마이오스와 협상을 벌였다. 프톨레마이오스는 페이톤과 아리다이오스를 새로운 섭정으로 추천하려 했지만, 페르디카스의 암살과 같은 해에 개최된 트리파라디소스 회의에서 에우리디케의 반대로 그들의 의도를 달성하지 못했다. (결국 섭정은 안티파트로스가 되었다) 이때 페이톤은 메디아의 태수 지위를 유지했다.
그후 그는 고지의 태수령에서 세력 확대를 꾀했다. 동생 에우다모스를 태수로 앉히기 위해 파르티아의 태수 필리포스를 살해했다. 기원전 317년에 필리포스의 선례가 자신들에게 돌아올 것을 두려워했던 페우케스타스가 이끄는 동방 태수 연합군(페르시스 태수 페우케스타스, 메소포타미아 태수 안피마코스, 카르마니아 태수 토레포레모스, 아라코시아의 태수 시비루티오스, 아레이아, 드란기아나의 태수 스타산도로스, 간다라의 태수 페이톤)에 패배를 당해 셀레우코스에게로 도망갔다. 그리고 페이톤은 셀레우코스와 함께 안티고노스와 손잡고 에우메네스와 페우케스타스 등과 싸웠다. 이 전쟁에서 페이톤은 종종 큰 지휘권을 행사하는 등 안티고노스의 부장과 같은 지위에 있었고ibid, XIX 19 26, 파라에타케네, 가비에네의 양 회전에서는 모두 좌익의 기병 부대를 지휘했다.
에우메네스의 사후 페이톤은 고지 아시아를 지배하려는 야망을 드러낸 안티고노스에 대한 전쟁을 시작하려고 했기 때문에, 기원전 316년 그를 의심한 안티고노스에 의해 처형되었다.